# 搶購
搶購，是一種異常的購買行為，市場上某商品嚴重地「求過於供」，即使是片刻泡沫經濟現象，顧客多數處身於恐慌，作出非理性採購、超買。

## 例子

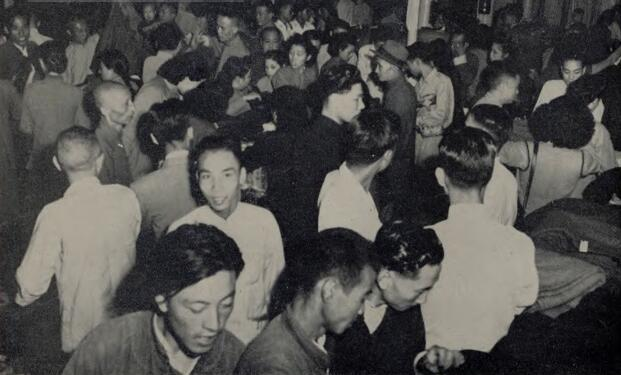
1948年上海市民抢购布匹

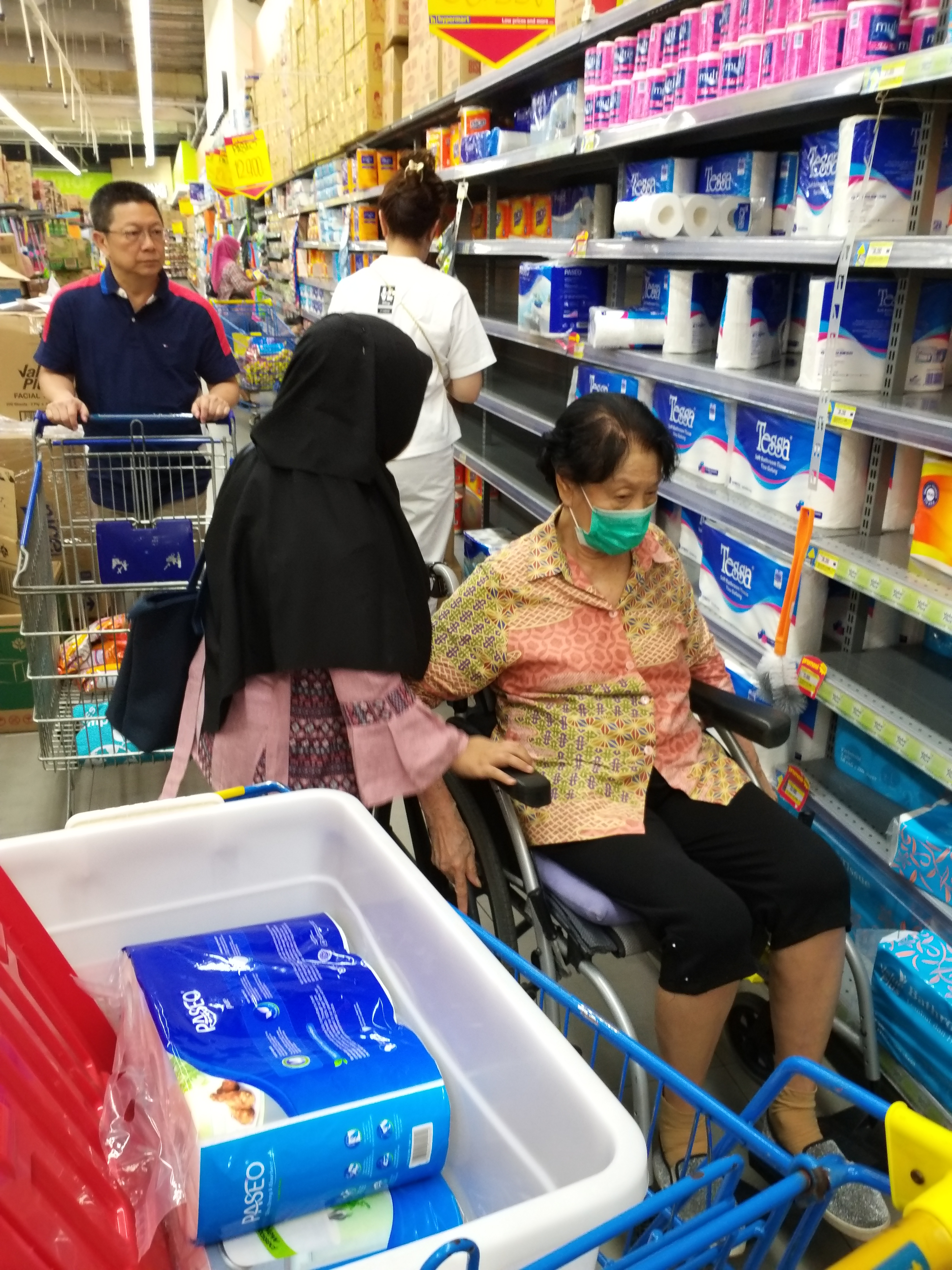
一些民众正在抢购卷纸

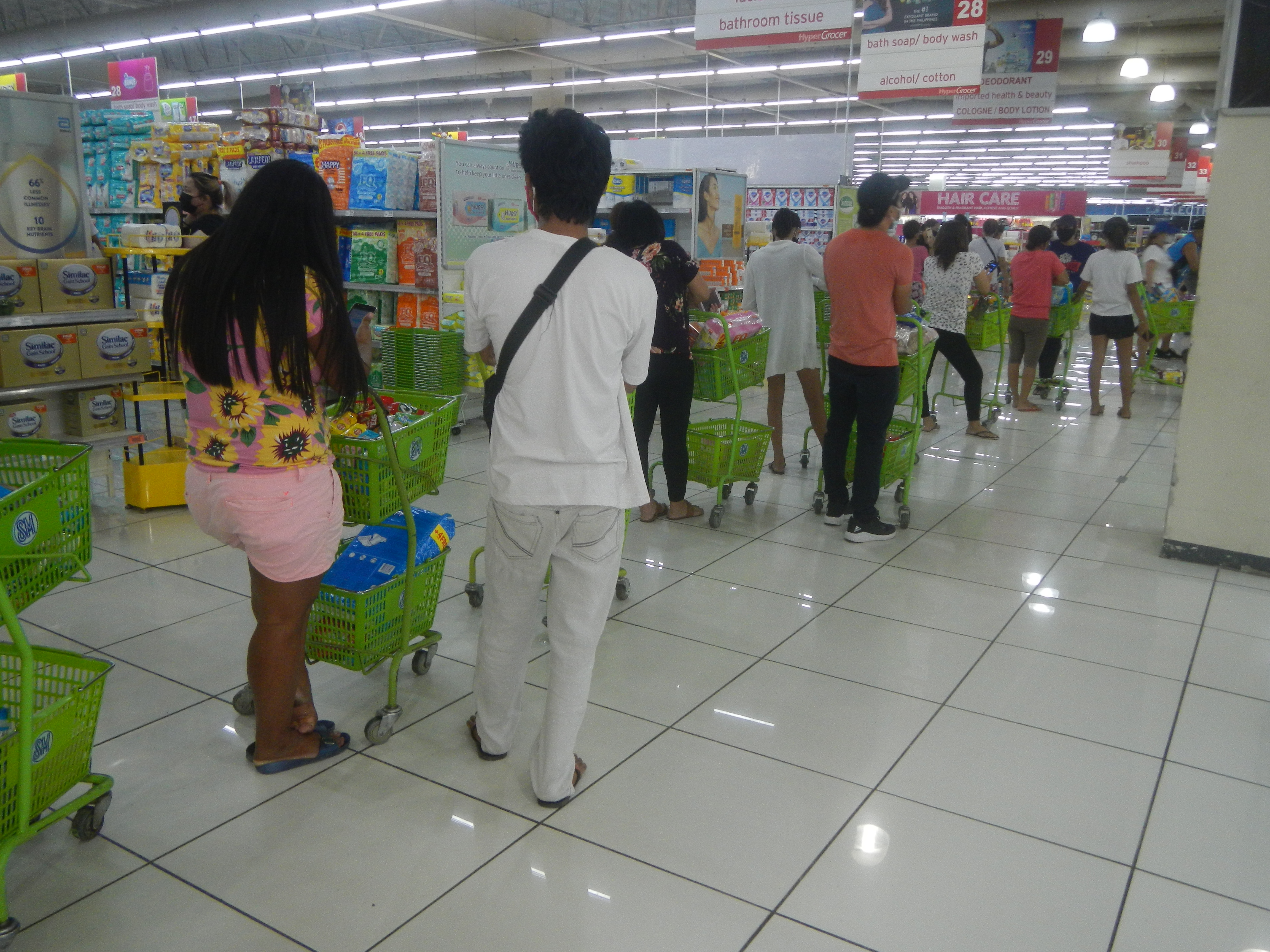
一些民众正在抢购

搶購的商品未必一定是如駕駛者常用的汽油、日用品、白米、奶粉、午餐肉、蔬菜等必需品，還有絕版CD、演唱會入場票、IPO股票、住宅單位、酒店房間、車牌、二手家具、古董、紀念幣等有數量限制的具紀念性物品、稀有物品、時尚物品或奢侈品。

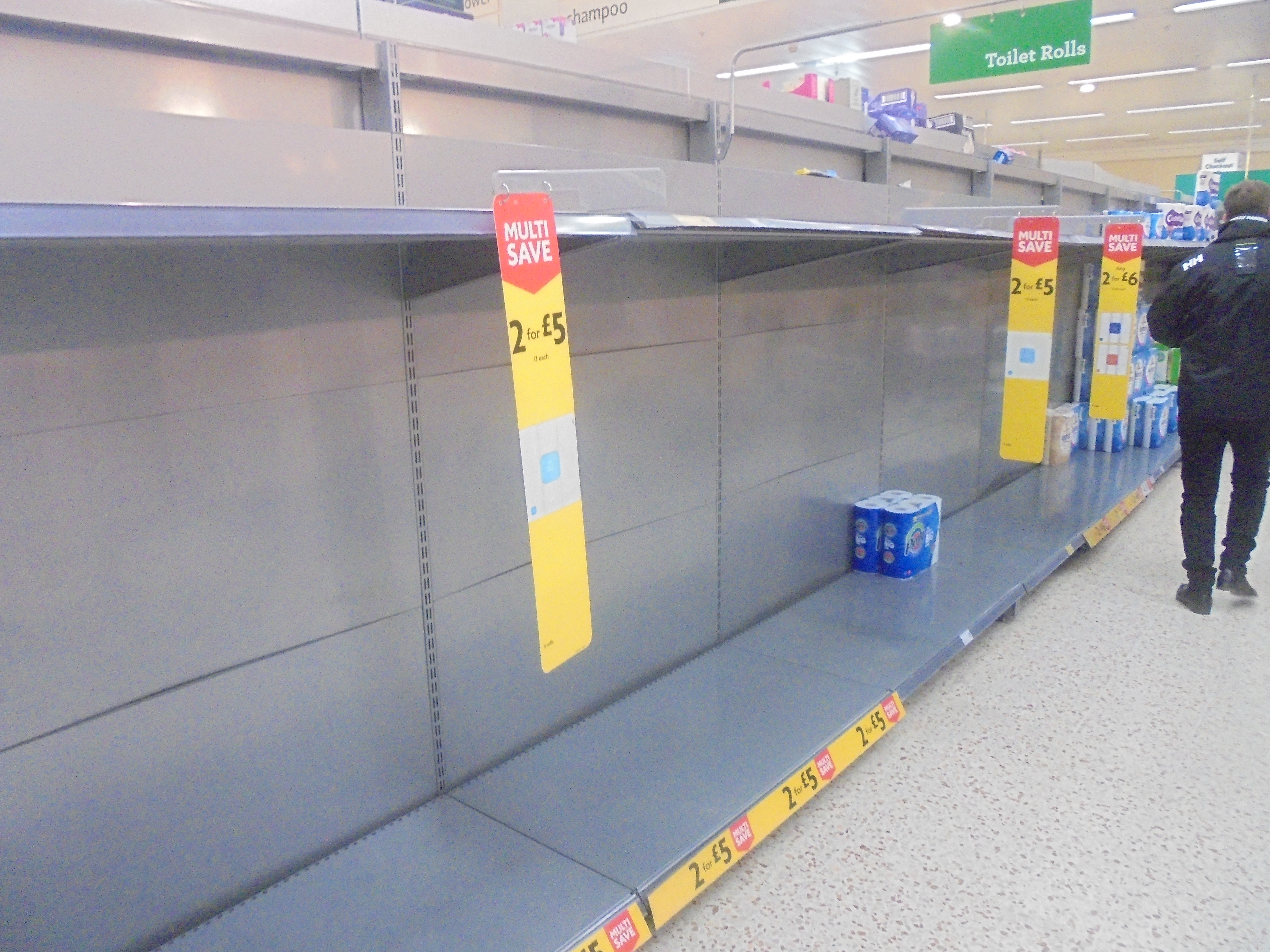
因新冠疫情被抢购一空的货架

## 原因
搶購的原因，多數是有傳聞該產品現在是超低價、機會難相逢，即將加價、禁售等。買家們多數是身處於羊群心理的處境，例如超長的排隊人龍、親戚朋友奔走相告、報紙推波助瀾、商人明示暗示即將加價或停產。
引发抢购的另一个原因，有可能是发生通货膨胀或恶性通货膨胀，如不将手中的货币换成实物，会遭受剧烈贬值的风险和损失，这种情况下引发的抢购会更加非理性，更加疯狂。
還有當遇到天災或瘟疫時，也常因為未來物資取得或供應的不確定性而爆發搶購潮。
在金融市場，错失恐惧症令散户非理性購入股票或他們並不了解的金融商品（如比特币）。
在某些时候，抢购行为也是为了表示对商家的敬谢。

## 结果
搶購是供應商夢寐以求的事，商品極速售罄、零死貨、超利潤。
非理性的抢购常常导致社会资源错配，大量物资被分配到并不需要的人手中，而真正需要使用物资的人却无法以合理价格获得，造成社会财富的损失和浪费。因此非理性的搶購是政府試圖避免的事，通常政府會用各種方法解決，像是天災或瘟疫時的物資分配與管制。

## 外部連線
- 蘋果日報: 搶購環保購物袋，慘見人踩人 （页面存档备份，存于）
- 明報: 食米供應充裕，毋須恐慌搶購 （页面存档备份，存于）